# Райский поцелуй
Райский поцелуй (パラダイス・キス, Paradaisu kisu) — японский фильм 2011 года, основанный на сюжете одноимённой манги. Его режиссёр — Такэхико Синдзё (Takehiko Shinjo).

## Сюжет
Юкари всегда была хорошей девочкой и действовала по указке родителей. Прилежная ученица, она готовится поступить в престижный университет, чтобы не разочаровать родителей. Она тайно влюблена в своего одноклассника. Все меняется, когда к ней на улице подходит парень с устрашающим пирсингом и весьма настойчиво просит Юкари стать моделью для марки одежды Paradise Kiss («Райский поцелуй») — новой марки одежды от молодых, амбициозных и очень альтернативных студентов-дизайнеров.

## В ролях
| Актёр           | Роль                     |
| --------------- | ------------------------ |
| Кэйко Китагава  | Юкари «Кэролайн» Хаясака |
| Осаму Мукаи     | Коидзуми Джорджи         |
| Юсукэ Ямамото   | Хироюки Токумори         |
| Сюндзи Игараси  | Изабелла                 |
| Кэнто Каку      | Араси Нагасэ             |
| Ая Омаса        | Мивако Сакурада          |
| Нацуки Като     | Каори Асо                |
| Хитоми Такахаси | Юкино Коидзуми           |